# Dylan Bronn
Dylan Bronn (Cannes, 19 juni 1995) is een Frans-Tunesisch voetballer die doorgaans als centrale verdediger speelt. Op 3 januari 2020 verliet hij KAA Gent voor de Franse eersteklasser FC Metz. Bronn debuteerde in 2017 in het Tunesisch voetbalelftal.

## Clubcarrière

### AS Cannes
Bronn sloot zich op vierjarige leeftijd aan bij AS Cannes. Toen hij doorstroomde naar het eerste elftal was Cannes een vierdeklasser, maar niet veel later moest het vanwege financieel wanbeheer verplicht degraderen naar het zevende niveau van het Franse voetbal. Bronn bleef de club echter trouw en combineerde het voetbal bij Cannes met een job als sushikoerier.

### Chamois Niortais
Na mislukte tests bij AJ Auxerre en Stade de Reims versierde Bronn in 2016 een contract bij de reserven van Chamois Niortais, maar al snel werd hij opgeroepen voor de eerste ploeg. Op 29 juli 2016 maakte hij zijn eerste optreden voor de club in de competitiewedstrijd tegen RC Lens. Tijdens het seizoen 2016/17 speelde hij 32 competitieduels en vier bekerduels.

### KAA Gent
Op 31 juli 2017 verbond de Tunesiër zich voor vier seizoenen aan KAA Gent. Hij debuteerde er op 6 augustus 2017 in de wedstrijd Gent-Antwerp (eindstand 0-1). Dylan Bronn werd meteen een vaste waarde in de Gentse defensie. In zijn tweede seizoen bij Gent maakte hij zeven competitiedoelpunten in 28 wedstrijden. Na dat seizoen ontving hij de Jean-Claude Bouvy-Trofee, de supporterstrofee van KAA Gent. In 2019 raakte hij echter verzeild in de B-kern door transferperikelen.

### FC Metz
Op 3 januari 2020 tekende de Tunesiër een contract voor 5 jaar bij de Franse eersteklasser FC Metz. De Franse club betaalde ongeveer 2 miljoen voor de Tunesische verdediger.

## Clubstatistieken
| Seizoen     | Club             | Competitie         | Competitie | Competitie | Competitie | Beker | Beker | Beker | Internationaal | Internationaal | Internationaal | Totaal | Totaal | Totaal |
| Seizoen     | Club             | Competitie         | Wed.       | Dlp.       | Ass.       | Wed.  | Dlp.  | Ass.  | Wed.           | Dlp.           | Ass.           | Wed.   | Dlp.   | Ass.   |
| ----------- | ---------------- | ------------------ | ---------- | ---------- | ---------- | ----- | ----- | ----- | -------------- | -------------- | -------------- | ------ | ------ | ------ |
| 2013/14     | AS Cannes        | National 2         | 3          | 0          | 0          | 0     | 0     | 0     | —              | —              | —              | 3      | 0      | 0      |
| 2014/15     | AS Cannes        | Division d'Honneur | 21         | 1          | ?          | 0     | 0     | 0     | —              | —              | —              | 21     | 1      | 0      |
| 2015/16     | AS Cannes        | Division d'Honneur | 18         | 3          | ?          | 2     | 0     | ?     | —              | —              | —              | 20     | 3      | 0      |
| Club Totaal | Club Totaal      | Club Totaal        | 42         | 4          | 0          | 2     | 0     | 0     | 0              | 0              | 0              | 44     | 4      | 0      |
| 2016/17     | Chamois Niortais | Ligue 2            | 30         | 2          | 0          | 5     | 0     | 0     | —              | —              | —              | 35     | 2      | 0      |
| Club Totaal | Club Totaal      | Club Totaal        | 30         | 2          | 0          | 5     | 0     | 0     | 0              | 0              | 0              | 35     | 2      | 0      |
| 2017/18     | KAA Gent         | Eerste klasse      | 34         | 2          | 0          | 3     | 0     | 0     | —              | —              | —              | 37     | 2      | 0      |
| 2018/19     | KAA Gent         | Eerste klasse      | 28         | 7          | 0          | 5     | 1     | 0     | 0              | 0              | 0              | 33     | 8      | 0      |
| 2019/20     | KAA Gent         | Eerste klasse      | 5          | 0          | 0          | 1     | 0     | 0     | 1              | 0              | 0              | 7      | 0      | 0      |
| Club Totaal | Club Totaal      | Club Totaal        | 67         | 9          | 0          | 9     | 1     | 0     | 1              | 0              | 0              | 77     | 10     | 0      |
| 2019/20     | FC Metz          | Ligue 1            | 9          | 0          | 0          | 1     | 0     | 0     | —              | —              | —              | 10     | 0      | 0      |
| 2020/21     | FC Metz          | Ligue 1            | 38         | 2          | 0          | 0     | 0     | 0     | —              | —              | —              | 38     | 2      | 0      |
| 2021/22     | FC Metz          | Ligue 1            | 30         | 1          | 2          | 0     | 0     | 0     | —              | —              | —              | 30     | 1      | 2      |
| Club Totaal | Club Totaal      | Club Totaal        | 77         | 3          | 2          | 1     | 0     | 0     | 0              | 0              | 0              | 78     | 3      | 2      |
| 2022/23     | US Salernitana   | Serie A            | 20         | 0          | 0          | 0     | 0     | 0     | —              | —              | —              | 20     | 0      | 0      |
| Club Totaal | Club Totaal      | Club Totaal        | 20         | 0          | 0          | 0     | 0     | 0     | 0              | 0              | 0              | 20     | 0      | 0      |
| TOTAAL      | TOTAAL           | TOTAAL             | 236        | 18         | 2          | 17    | 1     | 0     | 1              | 0              | 0              | 254    | 19     | 2      |

Bijgewerkt t.e.m. 19 september 2019.

## Interlandcarrière
Bronn debuteerde op 28 maart 2017 in het Tunesisch voetbalelftal, in een met 1–0 verloren oefeninterland tegen Marokko. Bondscoach Nabil Maâloul nam hem een jaar later mee naar het WK 2018. Hierop maakte Bronn zijn eerste doelpunt als international, de 2–1 tijdens een met 5–2 verloren groepswedstrijd tegen België. Enkele minuten na zijn doelpunt moest hij het veld verlaten wegens een knieblessure, waardoor hij de rest van het WK miste.